# Peltonturbin

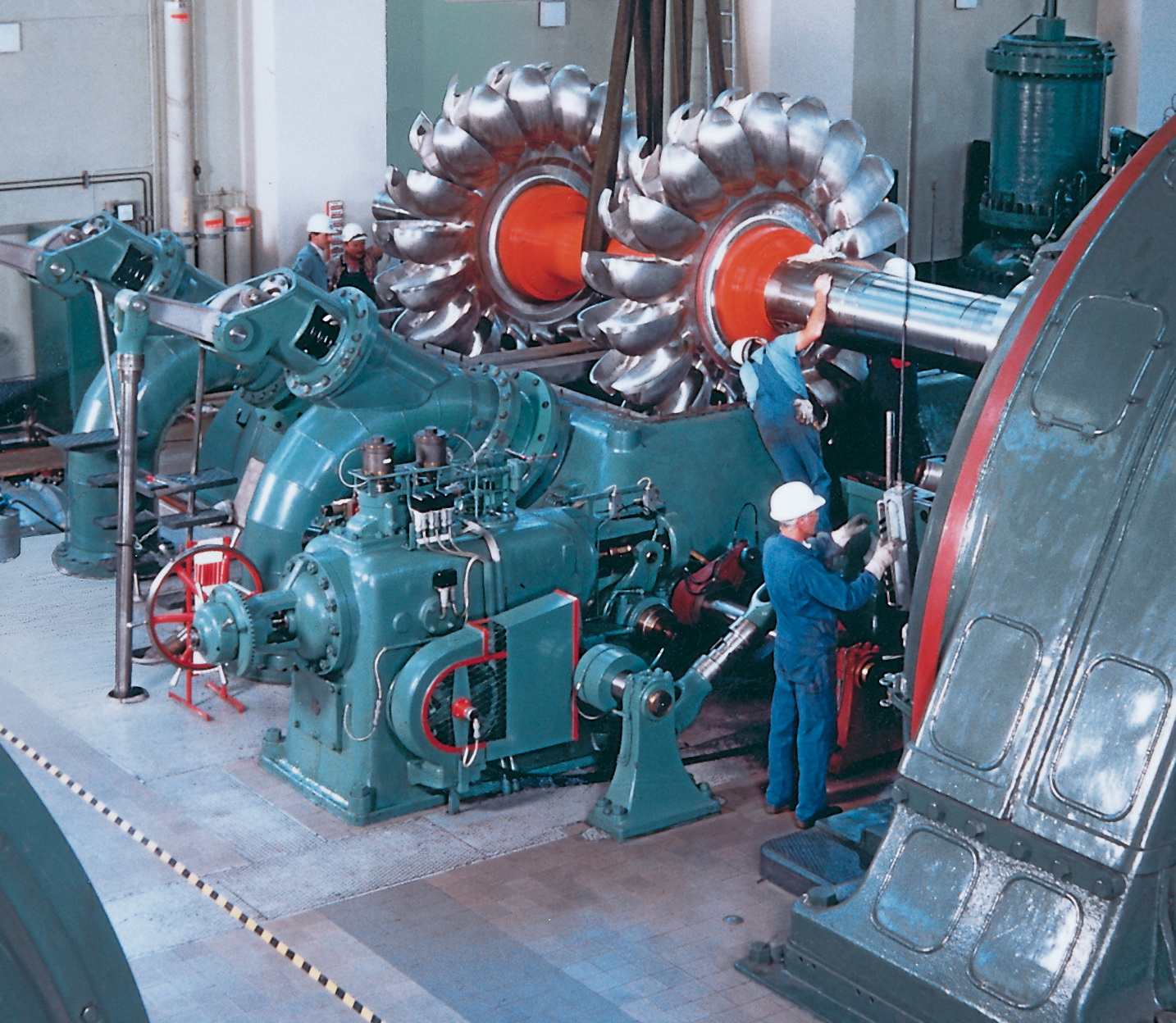
Montering av Peltonturbin

Principskiss

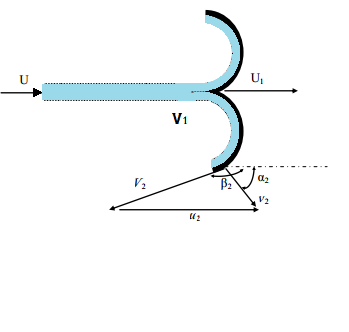
Principskiss

Peltonturbinen är en impulsturbin som arbetar enligt Newtons andra lag för att utvinna energi ur en strömmande vätska med hjälp av utnyttjandet av rörelseenergi. Turbinen uppfanns av Lester Allan Pelton 1879. De första åren drevs maskiner direkt av turbinen, men 1887 kopplade en gruvarbetare en dynamo till turbinen och på så sätt fick Sierra Nevada elkraft.
Peltonturbinen fungerar bäst vid fallhöjder över 50 m, men det finns exempel på lägre höjder. I Norge finns installationer på över 1 000 m fallhöjd.
Peltonturbinen var en stor framgång när den började användas och är en av de tre mest använda turbinerna idag.

## Funktion
Vatten transporteras i ett rör till turbinen där vattnet stryps i ett antal ventiler för att sedan tryckas mot ett hjul försett med en typ av skålar placerade i hjulets ytterkant. Sedan vattnet träffat skålen och satt den i rörelse är energin utvunnen och vattnet trycklöst, därav namnet impulsturbin. Skålarna är placerade parvis och ser ofta ut som två öppna handflator hållna tillsammans. Orsaken till designen är att en stabilare rotation med minimala vibrationer erhålls.